# 对联

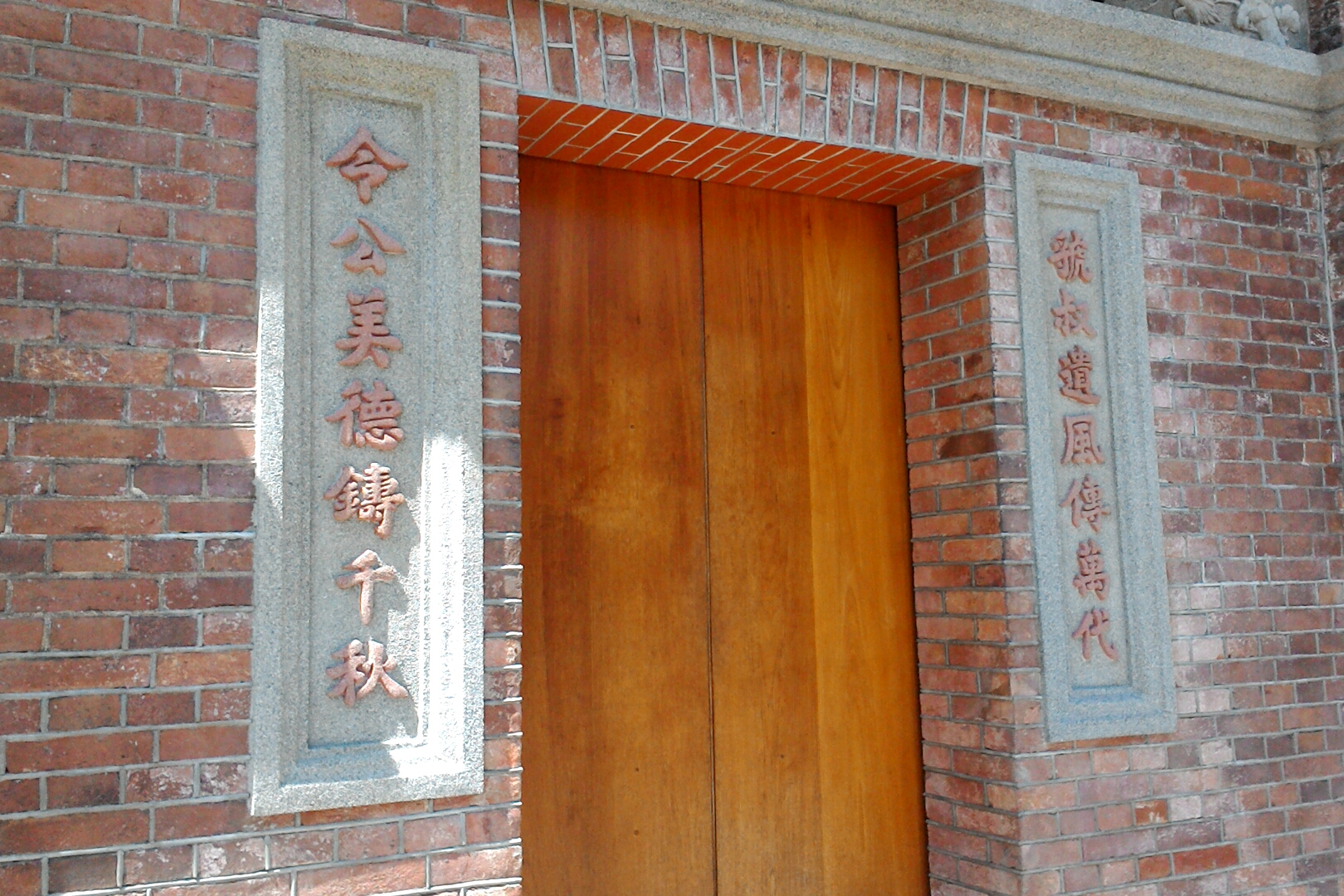
內湖郭氏古宅入口對聯。

对联又称对子，对仗工整，平仄协调，是一字一音的漢語文學独特的艺术形式，是中国传统文化瑰宝。
傳到越南亦出現使用喃字的對聯。
由于大部分人不常使用，所以“对联”大部分时候指代春联。

## 历史

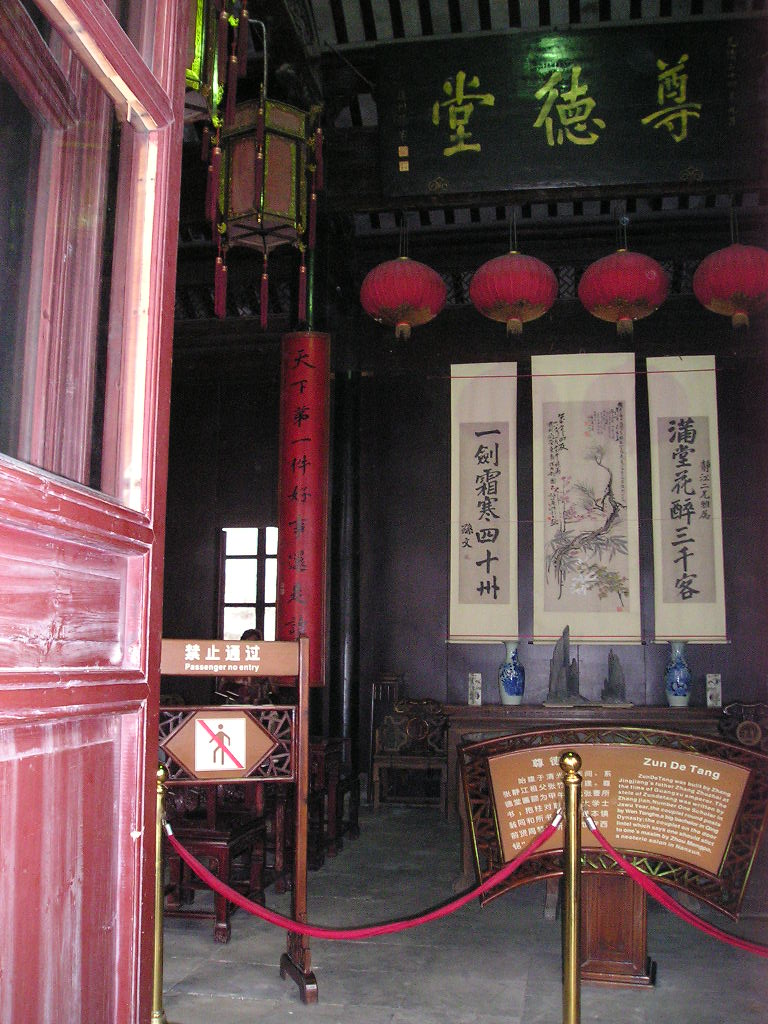
浙江省南浔镇张静江故居正厅中堂联。

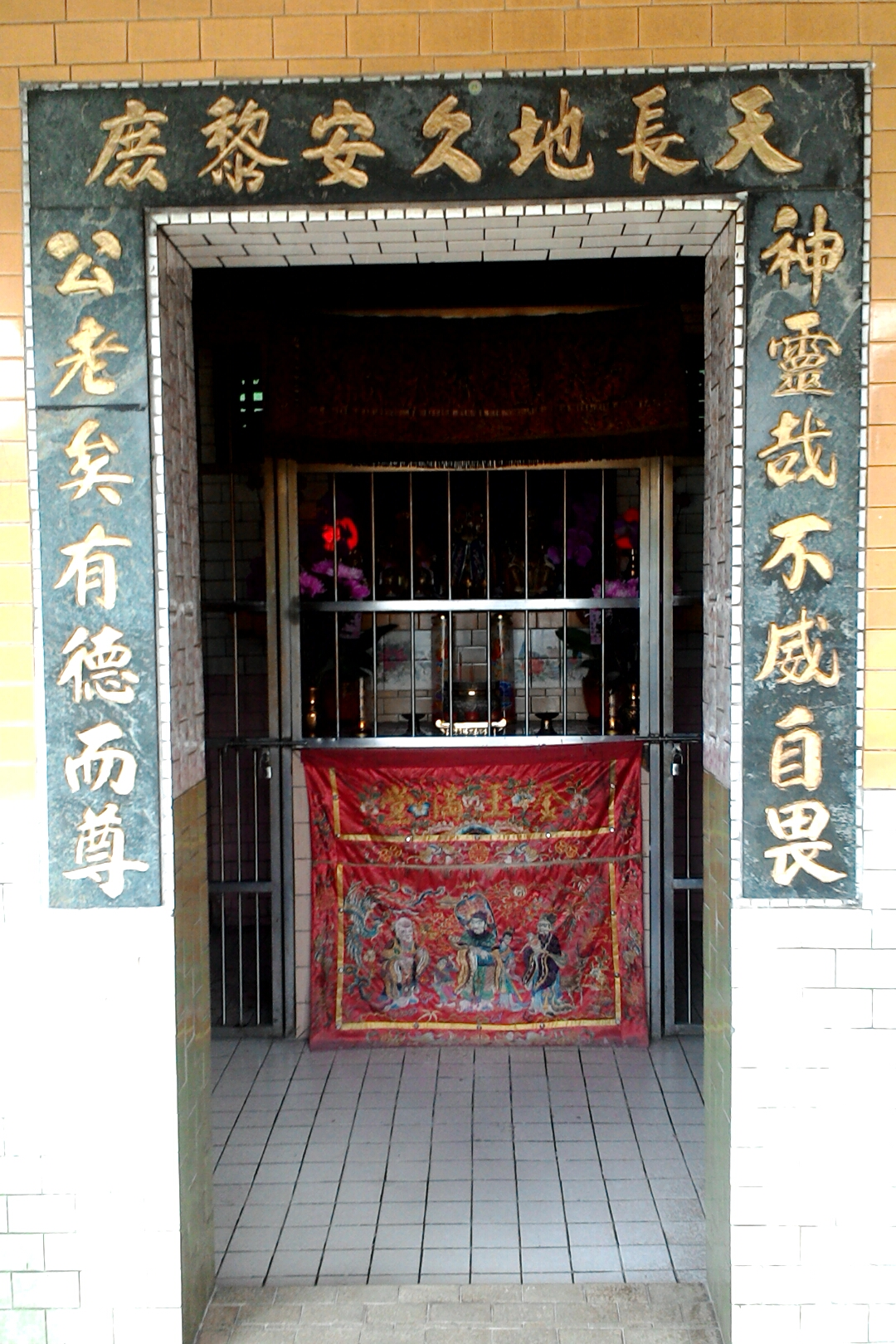
台北市內湖區福佑宮入口對聯。

三千年前，中国先民就已使用对偶句了。商周两汉以来诗人的对偶句及魏晋南北朝以来辞赋中的骈俪句，为后来对联的产生在文字上做了原始积累。汉语词义和汉字字形的特点决定了使用汉语、书写汉字的文人对于“对偶”的修辞手法情有独钟。盛唐以后形成的格律诗、律赋，对偶严格精密，对偶句已经是诗文的组成部分，它们的独立性在渐渐加强。
对联就是由格律诗的对偶句和骈赋的俪句发展而来的，它保留着律诗的某些特点。因此古人把吟诗作对相提并论，在一定程度上反映了两者之间的关系。
早在秦汉以前，中国民间过年就有悬挂桃符的习俗。以驱鬼压邪。这种习俗持续了一千多年，到了五代，人们开始把联语写在桃木板上。根据《宋史·蜀世家》记载，五代后蜀主孟昶写了中国历史上第一则对联：“新年纳餘庆，嘉节号长春”。
宋代以后，中国民间新年悬挂春联已经相当普遍，北宋诗人王安石诗中“千门万户曈曈日，总把新桃换旧符”就是当时过年盛况的真实写照。由于春联的出现和桃符有密切的关系，所以古人又称春联为“桃符”。
到了明代，人们才始用红纸代替桃木板，出现我们今天所见的春联。据《簪云楼杂话》记载，明太祖朱元璋定都金陵后，除夕前，曾命公卿士庶家门须加春联一副，并亲自微服出巡，挨门观赏取乐。从此，文人学士无不把题联作对视为雅事。明代顾宪成题无锡东林书院联：「风声雨声读书声，声声入耳；家事国事天下事，事事关心。」
进入清代，对联曾鼎盛一时，出现了不少脍炙人口的名联佳对。民国时，劉師亮讽袁世凯一联：「袁世凱千古；中華民國萬年」。上联『袁世凯』三个字和下联『中華民國』四个字是「对不齐（起）」的，意思是袁世凯对不起中華民國。

## 東亞其他地區
对联还传入漢字文化圈的越南、朝鲜半島、琉球等地，成為這些地方的傳統文學。在越南除了漢文對聯外還有以漢喃依越南語聲調平仄寫成的對聯。

## 特点
- 要字数相等，断句一致。除有意空出某字的位置以达到某种效果外，上下联字数必须相同，不多不少。
- 要词性相对，位置相同。一般称为“虚对虚，实对实”（古代汉语的词性分类与现代汉语不同），就是相当于现代汉语的名词对名词，动词对动词，形容词对形容词，数量词对数量词，副词对副词，而且相对的词必须在相同的位置上。
- 要平仄相合，音调和谐。
  - 上下聯相對位置的字要「平仄相對」，一者為平，另一者則要為仄，反之亦然。
  - 上下聯結尾一字的平仄要求为“仄起平收”。即上联韵脚以仄声結束，下联韵脚以平声收尾，谓之“仄起平收”。“仄起平收”為對聯常態，一般視為正格；有時对联偶有“平起仄收”之现象，這为变格，並不是对联的常例。
- 要内容相关，上下衔接。上下联的含义宜相互衔接，不宜重覆（上下聯句意重複者，乃「合掌對」，是為大忌也）。（无情对不在此列）

## 分类

### 按用途分
- 春联：新年专用之對聯。如：楊柳吐翠九州綠；桃杏爭春五月紅。
- 贺联：寿诞、婚嫁、乔迁、生子、开业等喜庆时用。如：一對紅心向四化；兩雙巧手繪新圖。（喜聯）福如東海；壽比南山。（壽聯）
- 輓聯：哀悼死者用。如：老兄您死得真正莫名其妙，小弟我活著也是不知所以。（洪炎秋哀悼陳炘）
- 赠联：颂扬或劝勉他人用。如：風聲、雨聲、讀書聲，聲聲入耳；家事、國事、天下事，事事關心。
- 自勉聯：自我勉勵之用。如：有關家國書常讀；無益身心事莫為。
- 行業聯：不同行業貼於大門或店內之用。如：双手劈开生死路，一刀斩断是非根。（屠户）欲知千古事；須讀五車書。（書店）雖是毫髮生意；卻是頂上功夫。（理髮店）歡迎春夏秋冬客；款待東西南北人。（旅店）
- 言志聯：道出志向之用。如：寧作趙氏鬼；不為他邦臣。（杨邦乂）大泽龙方蛰，中原鹿正肥。（袁世凯）
- 祝壽聯：今日到南苑，明日到北海，何日再到古长安？叹黎民膏血全枯，只为一人歌有庆。五十割琉球，六十割台湾，而今又割东三省！痛赤县邦圻益蹙，每逢万寿祝疆无。（章太炎）

### 按位置分

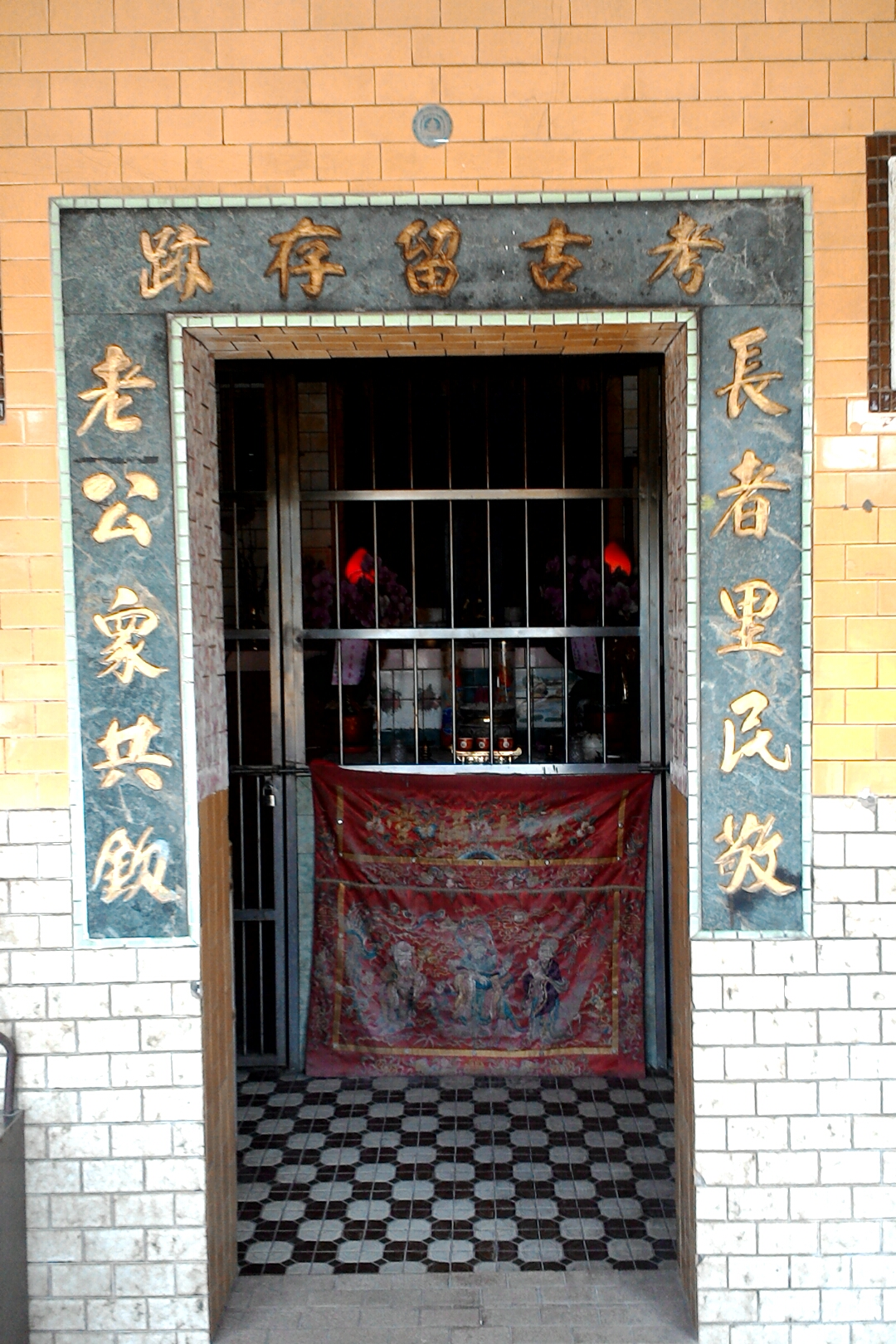
老公祠入口對聯。

- 楹联：挂于楹柱之上，住宅、机关、傳統建築等处所用。
- 门联：贴于大门之上
- 中堂联：挂于客厅、居室醒目处配合字画的对联。

### 按艺术特点分
- 叠字联：同一个字连续出现。如：莺莺燕燕，翠翠红红，处处融融洽洽；风风雨雨，花花草草，年年暮暮朝朝。（上海豫园）海水朝朝朝朝朝朝朝落，浮云长长长长长长长消（秦皇岛孟姜女庙）
- 复字联：同一个字非连续重复出现。 如：佳山佳水佳风佳月，千秋佳地；痴声痴色痴梦痴情，几辈痴人。 （朱元璋）
- 顶真联：前一个分句的句脚字，作为后一个分句的句头字。 如：无锡锡山山无锡；平湖湖水水平湖。（唐寅）
- 嵌字联：包括嵌入序数、方位、节气、年号、姓氏、人名、地名、物名（如药名）等。 如：鸡鸣茅屋听风雨；戈盾文章起斗争。（老舍赠茅盾）
- 拆字联：将联中某一合体字拆成几个独体字；有人细分为“拆字、合字、析字”等。 如：此木为柴山山出； 因火成烟夕夕多。
- 音韵联：包括同音异字、同字异音和叠韵。 如：树上桐子，树下童子，童子打桐子，桐子落童子乐；屋前园外，屋内员外，员外扫园外，园外净员外静。
- 谐趣联：取诙谐幽默之意。如：南通州，北通州，南北通州通南北 (乾隆)；东当铺，西当铺，东西当铺当东西 (纪晓岚)。
- 无情对：上下联意思毫不相干，但每一个字词却对仗工整。多数无情对都非常有趣，完全可以同时归入谐趣联。如：公门桃李争荣日，法国荷兰比利时。三星白蘭地；六月黃梅天（何淡如）。秦齊楚燕韓趙魏，鈧鈦釩鉻錳鐵鈷。
- 回文联：顺读，倒读，意思完全一样。如：马歇尔歇马，华來士来华。（事件报纸标题）上海自来水来自海上，黄山落叶松叶落山黄。
- 最長的對聯：作者是清末重慶府江津縣的秀才鍾雲舫，於清光緒三十年（西元1904年）在成都獄中為抒發憤懣而寫的《拟题江津县临江城楼联》，上下联合计1612字。